# Гарвардский музей естественной истории
Гарвардский музей естественной истории, англ. Harvard Museum of Natural History — музей-филиал Гарвардского университета в городе Кембридж (штат Массачусетс).

## История
Создан в 1995 году в результате объединения трёх музеев:
- коллекции гербария
- музея сравнительной зоологии
- минералогического музея.

Музей естественной истории находится в одном здании с музеем археологии и этнологии Пибоди. Входной билет даёт право на посещение обоих музеев.
В постоянной экспозиции музея посетители могут ознакомиться с богатой коллекцией — от ископаемых беспозвоночных и динозавров до гигантских млекопитающих и птиц. В музее имеется единственный в мире собранный скелет кронозавра. Также имеется минералогическая коллекция, где представлены минералы и метеориты. Достопримечательностью музея является коллекция стеклянных моделей растений. Постоянно проводятся выставки, публичные лекции, экскурсии для школьников. В музее периодически проводят презентации видные биологи Гарварда.